# هنتر كانتويل
هنتر كانتويل (بالإنجليزية: Hunter Cantwell)‏ هو لاعب كرة قدم أمريكية أمريكي، ولد في 30 ديسمبر 1985 في تشاتانوغا في الولايات المتحدة.

## وصلات خارجية
- هنتر كانتويل على موقع مرجع كرة القدم المحترفة.كوم (الإنجليزية)